# Londrina (gemeente)
Londrina is een gemeente en na Curitiba de grootste stad van Paraná, een deelstaat van Brazilië. In 2022 telde ze 555.965 inwoners.
De stad werd gesticht in 1929. Elk jaar vindt er de 'metamorfose' plaats, een verkleedfeest waar in 2003 naar schatting 22.000 mensen waren verkleed.

## Aangrenzende gemeenten
De gemeente grenst aan Apucarana, Arapongas, Assaí, Cambé, Ibiporã, Marilândia do Sul, São Jerônimo da Serra, Sertanópolis en Tamarana.

## Geboren
- Beto Richa (1965), gouverneur van Paraná
- Giovane Élber (1972), voetballer
- Michelle Alves (1978), model
- Ronaldo Aparecido Rodrigues, "Naldo" (1982), voetballer
- Jádson Rodrigues da Silva, "Jádson" (1983), voetballer
- Márcio Rafael Ferreira de Souza, "Rafinha" (1985), voetballer
- Fernandinho Luiz Rosa, "Fernandinho" (1985), voetballer
- Abner Felipe Souza de Almeida, "Abner" (1996), voetballer

## Impressie

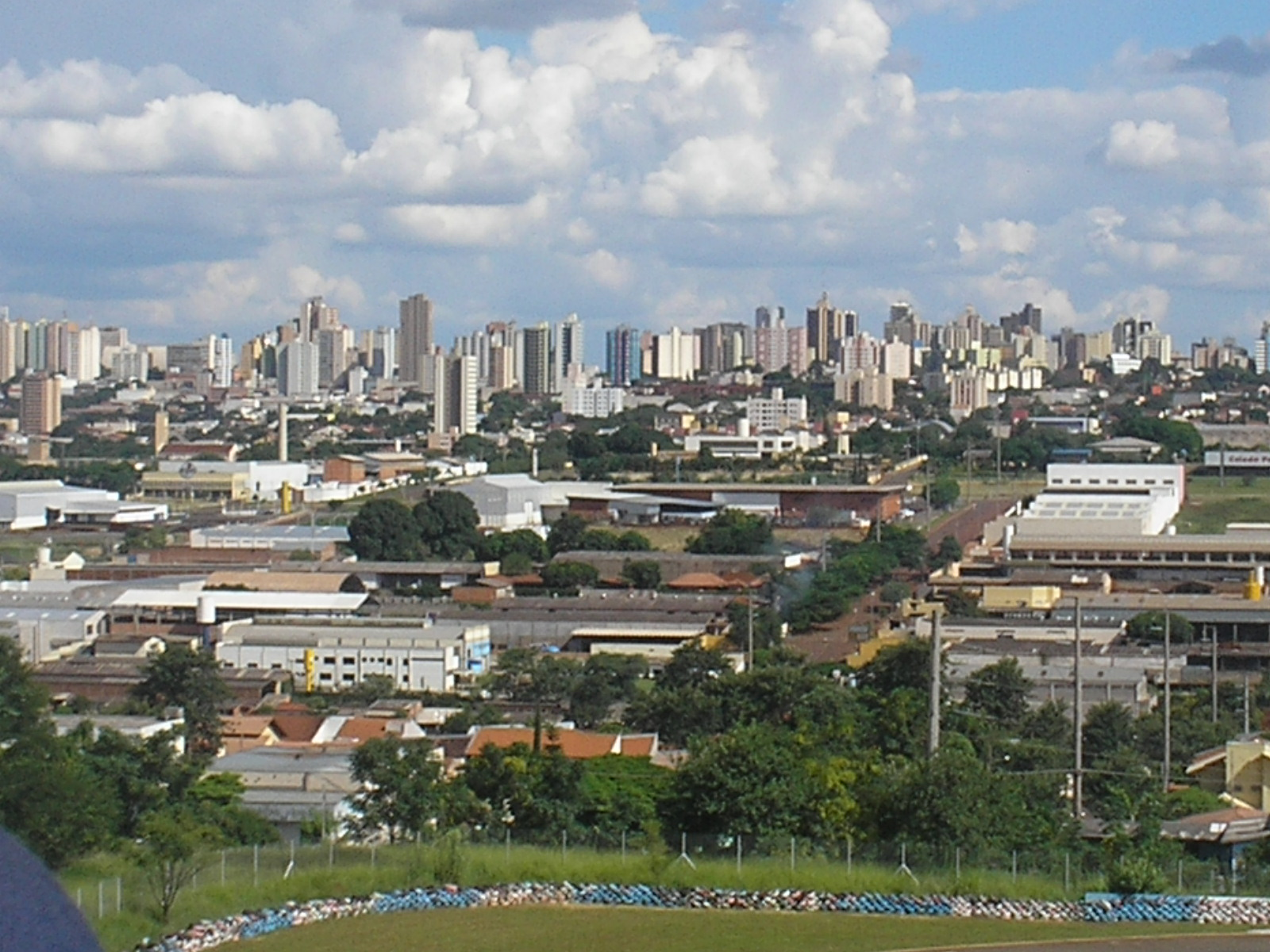
Centrum van Londrina
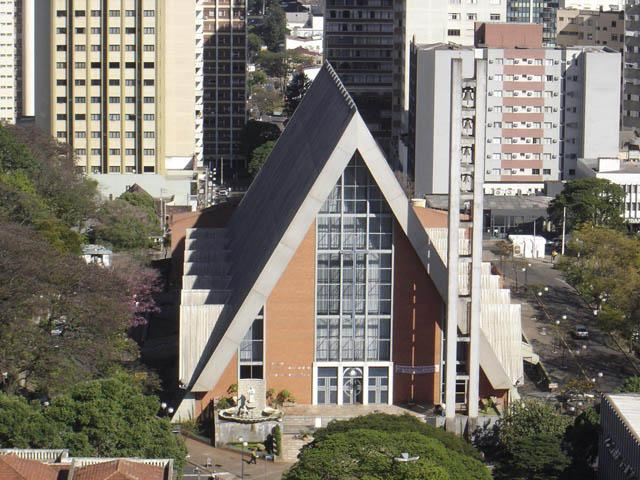
Catedral Metropolitana de Londrina
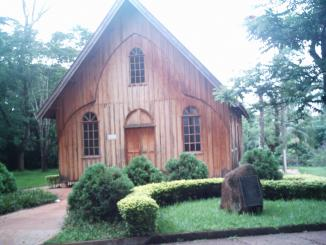
Kapel
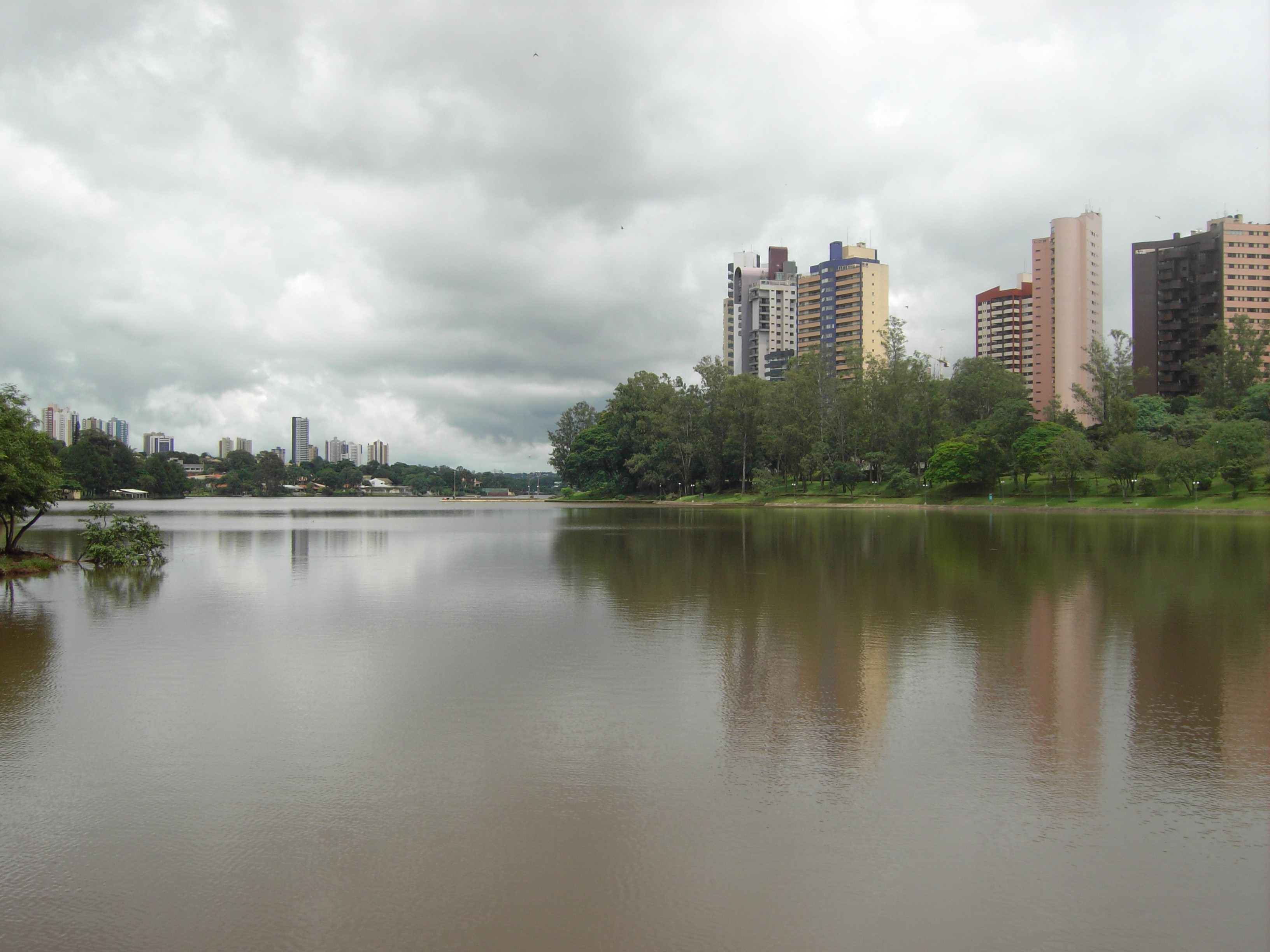
Igapómeer
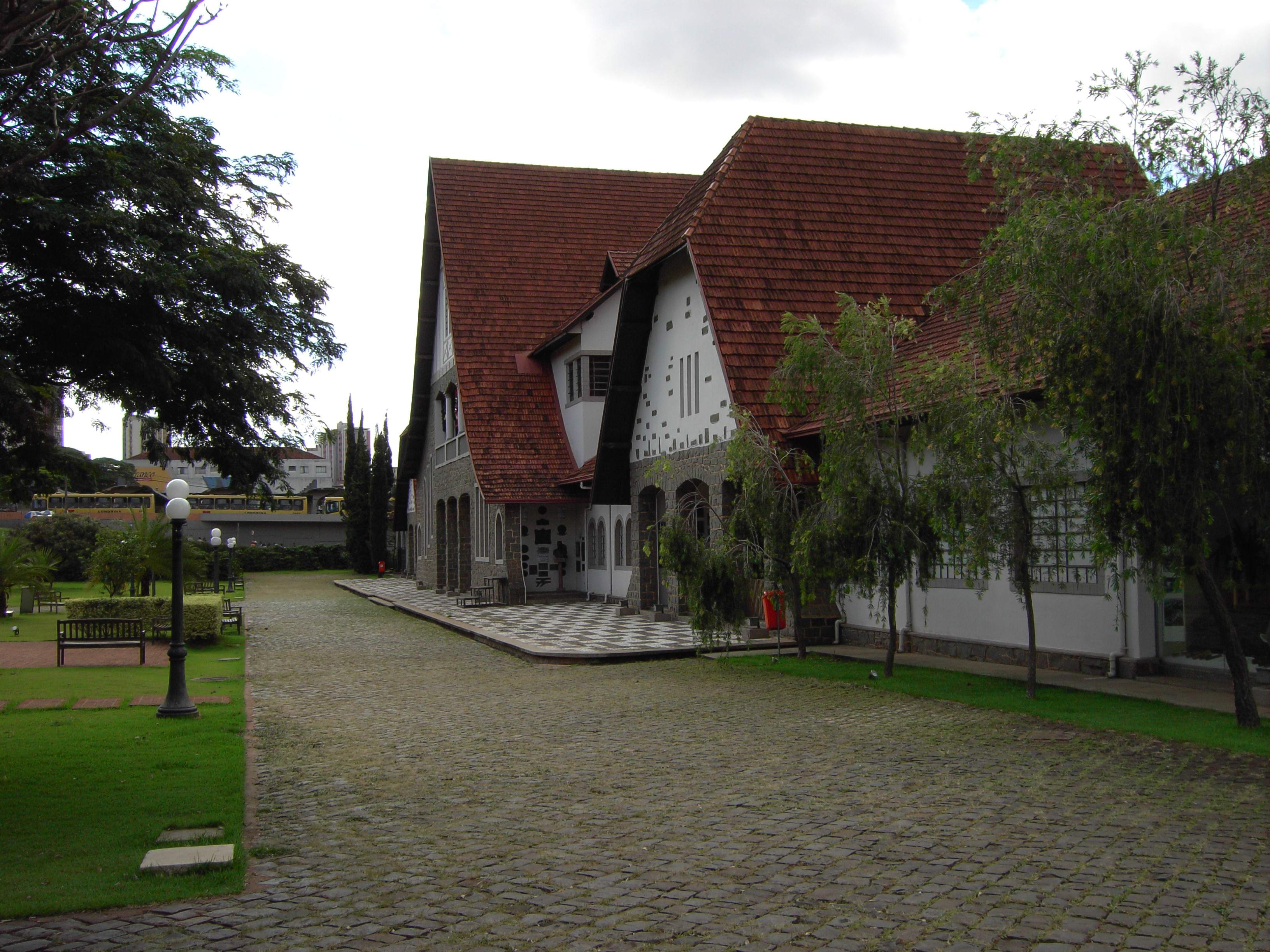
Historisch museum van Londrina
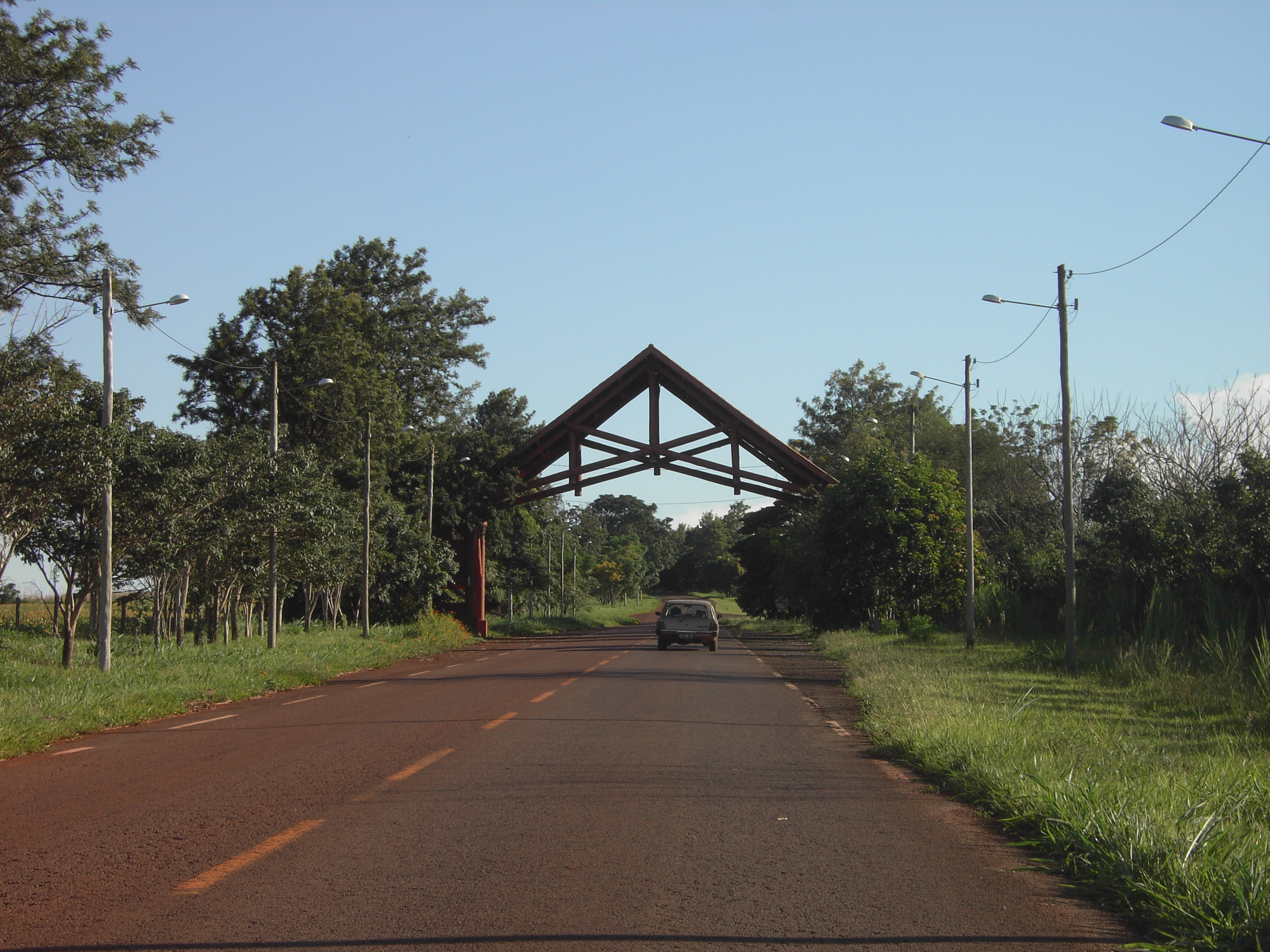
Mata do Godoy

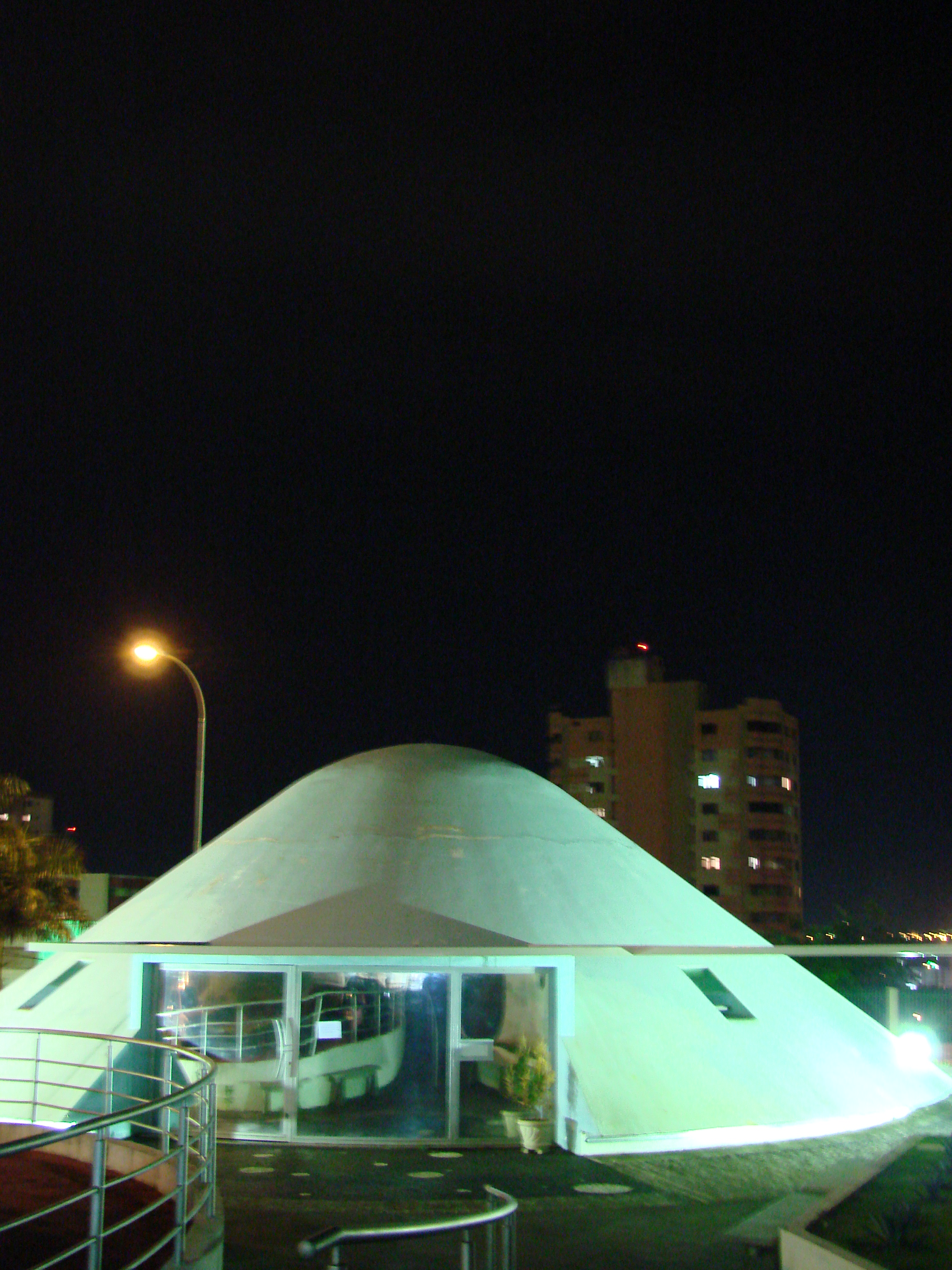
Planetarium van Londrina